# Dzierzgoń (flod)
Dzierzgoń [ˈd͡ʑɛʒɡɔɲ], tysk: Sorge, er en flod i de historiske landskaber i Pomesanien og Pogesanien øst for den nedre Wisła.
Floden har sit udspring nær Wielki Dwór (tysk: Ankern) i Małdyty kommune (tysk: Maldeuten) og løber efter omkring 45 km ud i Druzno (tysk: Drausensee), hvis udløb, den sejlbare Elbląg (tysk: Elbing ), løber ud i Wisłabugten (Frisches Haff).
Byen Christburg blev grundlagt ved floden i det 13. århundrede. Siden 1945 er den også blevet kaldt Dzierzgoń på polsk. Dzierzgoń-søen (tysk: Sorgensee), på den anden side, ligger i løbet til floden Liwas, den største biflod til Nogat.
Det preussiske navn Sirgun betyder "hingsteflod". Med den anden fred i Thorn i 1466 blev Dzierzgoń (fluvium Szirge) fra Christburg til Drausensee grænsefloden mellem hertugdømmet Preussen og det Kongelige Preussen.